# Thống soái Hải quân
Thống soái Hải quân, hay Admiralissimo, là một danh xưng không chính thức cho một đô đốc hải quân, thường ngụ ý cho vai trò chỉ huy hải quân tối cao. Danh xưng này không tương ứng với bất kỳ cấp bậc cụ thể nào. Nó có lẽ bắt nguồn từ tiếng Ý, và là một biến thể tương đương trong hải quân của danh xưng generalissimo.

## Danh sách các đô đốc hải quân được gọi làadmirusissimo
- Hayreddin Barbarossa - đô đốc Thổ Nhĩ Kỳ thế kỷ 15/16.[2]
- Albrecht von Wallenstein - đô đốc của biển Baltic
- John Jellicoe, Bá tước thứ nhất Jellicoe - Thủy sư đô đốc người Anh.[3]
- Lord Charles Beresford - đô đốc người Anh thế kỷ 19/20.[4]
- Augustin Boué de Lapeyrère - Tổng tư lệnh các lực lượng Địa Trung Hải của Pháp
- George Dewey - Đô đốc Hải quân Hoa Kỳ [5]